# Angie Bland
Angie Bland (ur. 26 kwietnia 1984 w Halle) – belgijska siatkarka, reprezentantka kraju, grająca na pozycji środkowej. Brązowa medalistka mistrzostw Europy 2013 rozgrywanych w Niemczech i Szwajcarii. Od sezonu 2019/2020 występuje w holenderskiej drużynie Hermes Volley Oostende.

## Sukcesy klubowe
Mistrzostwo Belgii:
- 2006
- 2005

Mistrzostwo Szwajcarii:
- 2010

Puchar Niemiec:
- 2011

Mistrzostwo Ukrainy:
- 2012

Mistrzostwo Francji:
- 2017
- 2014, 2018

Puchar Francji:
- 2018

Puchar Belgii:
- 2020

## Sukcesy reprezentacyjne
Liga Europejska:
- 2013

Mistrzostwa Europy:
- 2013